# 긴스이 사토시
긴스이 사토시(일본어: 金水 敏, 1956년 4월 29일 ~ )는 일본의 일본어학자, 방송대학 오사카 학습 센터의 소장, 오사카 대학의 영예 교수, 일본 학사원 회원으로, 오사카부 오사카시 출신이다.